# ريدار تي. لارسن
ريدار تي. لارسن هو صحفي ومحرر وسياسي نرويجي، ولد في 8 أكتوبر 1923 في ليلهامر في النرويج، وتوفي بنفس المكان في 16 فبراير 2012. نشط حزبياً في Communist Party of Norway ‏ والحزب الاشتراكي اليساري (1975 – 1975). وقد انتخب زعيم حزب Communist Party of Norway ‏ (1965 – 1975) وانتخب عضو برلمان النرويج ‏ عن دائرة Hedmark (Storting constituency) ‏ وقد انضم خلال فترته النيابية ‏ (1973 – 1977) للكتلة البرلمانية .

## وصلات خارجية
- ريدار تي. لارسن على موقع IMDb (الإنجليزية)